# ガール メイ キル
『ガール メイ キル』は、板倉梓による日本の漫画作品。『月刊アクション』（双葉社）にて、2013年7月号から2015年8月号まで連載された。

## 概要
平凡な青年、五本木はひょんなことから15歳のあどけない少女・芽衣と同居することになったが、彼女はマフィアに属する冷酷かつ優秀な殺し屋だった。五本木は芽衣を恐れつつも、彼女を危険な世界から守りたいと思うようになる。芽衣もまた優しい性格の五本木に懐くようになるが、残酷な運命が彼らを待ち受けていた。

## 登場人物
五本木アキ（ごほんぎ アキ）
26歳の平凡な青年。馬目の経営するレンタルビデオ店に住み込みで勤務している。かつてはパソコンメーカーで営業の仕事をしていた。料理が得意で桂や芽衣にふるまう事も多い。
芽衣（めい）
馬目の家に引っ越してきた15歳の少女。普段はぬいぐるみ好きのあどけない少女だが、「麗郷（れいきょう）」というマフィアに属する殺し屋。勘が鋭く、殺し屋としての技術は高く、笑いながら殺す非情さをもっている。学校には通っていない。
馬目（まのめ）
五本木が住み込み勤務するレンタルビデオ店の店主。
三里桂（さんり かつら）
普段は陽気なおネエキャラだが、マフィア「麗郷」の一員。芽衣と共に馬目の家に引っ越してくる。
留華（るか）
芽衣・桂と行動を共にしていた女性。芽衣への面倒見が良く、五本木から当初芽衣の姉と勘違いされるほどだったが、実は「麗郷」の敵対関係にあるマフィア「龍の髭（りゅうのひげ）」のスパイである事が判明し、芽衣に殺害される。
早見司（はやみ つかさ）
元々は工場に勤務する普通の青年だったが、職場の同僚に騙されて借金を作ってしまい、取立てに来た「龍の髭」の人間に借金をチャラにする代わりに龍の髭のメンバーになる事を強要され、渋々承知して「龍の髭」メンバーになり、麻薬の売人をしていたが生来のお人よしな性格が元で失敗をする事が多く、敵のマフィアに腹部を刺された所を五本木に助けられて親しくなる。
律（りつ）
司の妻で26歳。明るい性格の美人で夫思いな良妻。五本木が勤務するビデオ店近くの喫茶店に勤務している。マフィアのメンバーになった夫の事を心配している。
神泉（しんせん）
マフィア「龍の髭」のメンバー。借金を抱えて苦しんでいた司に「龍の髭に入れば借金をチャラにしてやる」と強要し誘い込んだ。
冷血な性格。

## 書誌情報
- 板倉梓『ガール メイ キル』 双葉社 〈アクションコミックス〉、全4巻
  1. 2014年1月10日発売、ISBN 978-4-575-84333-0
  2. 2014年6月10日発売、ISBN 978-4-575-84420-7
  3. 2014年11月10日発売、ISBN 978-4-575-84524-2
  4. 2015年9月10日発売、ISBN 978-4-575-84681-2